# 那陵提婆
那陵提婆（?—?），即纳伦德拉德瓦（Narendradeva），尼波羅國离车毗王朝（栗呫婆王朝）国王（643年–679年在位）。
那陵提婆的祖父湿婆提婆死后，塔庫里种姓的鸯输伐摩自立为王，建立了塔库里王朝。鸯输伐摩临终，传位给湿婆提婆的长子、那陵提婆的父亲乌达亚·德瓦二世，不久被毗湿奴·笈多篡位。那陵提婆逃难于外，被吐蕃接纳。吐蕃派兵入侵尼波羅國，杀死毗湿奴·笈多，拥立那陵提婆为国王，自此尼波羅國成为吐蕃属国。
中国唐朝唐太宗贞观年间，派卫尉丞李义表出使天竺，途径尼波羅国，那陵提婆见到唐使后非常高兴，与李义表一起去看阿耆婆沴池。这个池子广数十丈，周长二十余步，水常年沸腾，即使洪水汇入，热石焦金，不曾增减。把东西投入池中，池中冒起烟焰，用锅在上面做饭，片刻而熟。647年，遣使到唐朝进献波棱、酢菜、浑提葱。648年，王玄策被天竺所掠，尼波羅国发骑兵与吐蕃一起击败天竺有功。651年，国王尸利那连陀罗又遣使朝贡唐朝。